# Pjotr Tolstoj (1769–1844)
Pjotr Aleksandrovitj Tolstoj (ryska: Пётр Александрович Толстой), född 1769, död 28 september 1844 i Moskva, var en rysk greve, militär och diplomat. Han var sonsons son till Pjotr Tolstoj (1645–1729).
Tolstoj kommenderade 1805 den ryska kåren i norra Tyskland, deltog 1807 i underhandlingarna med Napoleon I och var 1807–1808 sändebud i Paris. År 1812 var han överbefälhavare för Moskvalantvärnet och förde 1813 under Levin August von Bennigsen befälet över en kår i Tyskland, där han bland annat tvingade Hamburg till kapitulation. Samma år utnämndes han till general av infanteriet samt blev 1823 ledamot av riksrådet, 1828 befälhavare för alla militärkolonier, kommendant i Sankt Petersburg och president i riksrådets andra avdelning.  År 1831 drev han som general en chef för reservarmén i Polen de polska insurgenterna ur Litauen.